# Banque populaire de l'Ouest
Pour les articles homonymes, voir Banque populaire (homonymie).
La Banque populaire de l’Ouest (BPO) est une ancienne banque régionale et coopérative de l'Ouest de la France, devenue après fusion Banque populaire du grand Ouest.

## Description
Ses 154 agences sont réparties sur sept départements (Finistère, Côtes-d'Armor, Ille-et-Vilaine, Mayenne, Manche, Orne et Sarthe). 
Son siège social et sa direction générale se situent à Saint-Grégoire (Ille-et-Vilaine). Elle est détenue par ses 105 000 sociétaires.[réf. nécessaire]

## Historique

### De la Banque d’Ille-et-Vilaine à la Banque populaire de l’Ouest
Le président de la Fédération des syndicats patronaux de Bretagne, Lucien Bahon-Rault, fonde en 1920 la « Banque d’Ille-et-Vilaine d’escompte et de crédit au petit et moyen commerce, à la petite et moyenne industrie ». L'objectif est l'entraide des entrepreneurs exclus des circuits bancaires installés, pour développer leur activité. 
En 1949, la banque qui s’étend désormais sur trois départements (Ille-et-Vilaine, Mayenne et Manche), modifie sa raison sociale pour devenir la « Banque industrielle et commerciale de l’Ouest » : B.I.C.O.
Puis en 1968, l’Assemblée générale extraordinaire décide de changer la raison sociale de la banque qui devient alors la Banque populaire de l’Ouest.
La première agence ouverte à l’extérieur fut celle de Saint-Malo. 
Entre 1920 et 1950, dix-huit agences et correspondants ont ouvert sur les trois départements de la B.I.C.O, puis vingt-trois les deux décennies suivantes. Pendant la période 1971-1982, la Banque populaire de l’Ouest réalisa le plus gros effort d’implantations d’agences puisque trente-sept points de vente furent ouverts.

### La Banque populaire d'Armorique
Parallèlement à la fondation de la Banque populaire de l’Ouest, a lieu en 1919 celle de la Banque populaire d’Armorique, sous le nom de « Banque populaire de Saint-Brieuc et des Côtes-du-Nord ». En 1931, elle devient la Banque populaire des Côtes-du-Nord et du Finistère, après avoir fusionné avec la Banque populaire de Morlaix. Ce n’est qu’en 1960 que la raison sociale Banque populaire d’Armorique est choisie.

### La fusion des deux Banques populaires
Le 26 mai 1988, la Banque populaire de l’Ouest et la Banque populaire d’Armorique fusionnent donnant naissance à la Banque populaire de l’Ouest et d’Armorique, qui se positionne ainsi comme la première banque de province au sein du groupe Banque populaire. En mai 1990, à la suite des résultats d’une enquête de notoriété, la raison sociale redevient Banque populaire de l’Ouest.

### Fusion-absorption de la BPO dans la BPGO
Le 7 décembre 2017, la Banque populaire de l’Ouest et trois autres banques régionales (la Banque populaire Atlantique, le Crédit maritime Atlantique et le Crédit maritime Bretagne Normandie) fusionnent pour devenir la Banque populaire Grand Ouest.
Néanmoins, dans cet ensemble, la marque « Crédit maritime » reste exploitée en complément de la marque « Banque populaire ».

## L'hôtel de la Monnaie
En 1920, La Banque d’Ille-et-Vilaine fixe son actuel siège social dans un immeuble loué et situé 1 place de la Trinité à Rennes. Elle en devient propriétaire en 1923. 
Devant le développement commercial de la banque au cours des décennies, il faut accroître la surface de bureaux. Peu à peu la banque acquiert les locaux de la place des Lices où se situait, jusqu’en 1774, l’Hôtel de la Monnaie.
L’Hôtel de la Monnaie existe dans le haut des Lices depuis le XVe siècle. À l’époque, on y imprime des billets de banque et on y frappe pièces d’or et d’argent. En 1774, un Édit du roi Louis XVI supprime l’institution et les lieux sont vendus au directeur de la Monnaie de l’époque. Par la suite, l’immeuble renferma les messageries impériales en 1792 avant de devenir l’hôtel de France au XIXe siècle et enfin le siège social de la Banque populaire de l’Ouest.
Aujourd’hui, les locaux du siège social de la BPO ont été réunis sur un seul site  à Saint-Grégoire. 
En 1987, la banque organise un concours ouvert aux architectes régionaux pour construire le bâtiment de Montgermont, commune voisine de Saint-Grégoire. Benoît Cornette et Odile Decq le remportent et imaginent un bâtiment  construit entièrement en métal et en verre orné de parois en suspensions.